# Герб комуни Екере (лен Стокгольм)
Герб комуни Екере (швед. Ekerö kommunvapen) — символ шведської адміністративно-територіальної одиниці місцевого самоврядування комуни Екере.

## Історія
Після адміністративно-територіальної реформи, проведеної в Швеції на початку 1970-х років, муніципальні герби стали використовуватися лишень комунами. Для нової укрупненої комуни Екере герб пробували обрати шляхом проведення конкурсу. Більшість проектів включали зображення дуба. Але зрештою зупинилися на символі дубового листка з жолудем. 
Герб комуни зареєстровано 1985 року.

## Опис (блазон)
У срібному полі дубовий листок у перев'яз вгору праворуч, скошений на чорне та зелене, від якого внизу відходить жолудь із зеленою шапочкою та золотим плодом. 

## Зміст
Дубовий листок відіграє роль номінального символа. Основний острів комуни має назву Екерен (Ekerön), що в дослівному перекладі означає «Дубовий острів». Від неї свої назви отримали містечко і комуна. Дуб символізує силу, міцність та стійкість.